# Diocesi di Trocmade
La diocesi di Trocmade (in latino Dioecesis Trocmadiana) è una sede soppressa del patriarcato di Costantinopoli e sede titolare della Chiesa cattolica.

## Storia
Trocmade, identificata con Kaymax, nel distretto di Sivrihisar in Turchia, è un'antica sede episcopale della provincia romana della Galazia Seconda nella diocesi civile del Ponto. Faceva parte del patriarcato di Costantinopoli ed era suffraganea dell'arcidiocesi di Pessinonte.
La diocesi è menzionata nelle Notitiae Episcopatuum del patriarcato fino al XIII secolo; dal X secolo è nota con il nome di Lotino, forse contrazione per Plotino, santo venerato nella città.
Di questa antica sede sono noti quattro vescovi. Ciriaco prese parte al cosiddetto "brigantaggio" di Efeso del 449 e al concilio di Calcedonia nel 451. Teodoro partecipò al terzo concilio di Costantinopoli nel 680 e sottoscrisse gli atti del concilio in Trullo nel 691/92. Leone assistette al secondo concilio di Nicea nel 787. Costantino partecipò al Concilio di Costantinopoli dell'879-880 che riabilitò il patriarca Fozio di Costantinopoli. Michel Le Quien aggiunge un altro Ciriaco, che avrebbe partecipato al primo concilio di Nicea nel 325; tuttavia le liste conciliari non riportano affatto il nome di questo vescovo.
Dal XIX secolo Trocmade è annoverata tra le sedi vescovili titolari della Chiesa cattolica; la sede è vacante dal 14 agosto 1968.

## Cronotassi

### Vescovi greci
- Ciriaco I ? † (menzionato nel 325)
- Ciriaco II † (prima del 449 - dopo il 451)
- Teodoro † (prima del 680 ? - dopo il 692[7])
- Leone † (menzionato nel 787)
- Costantino † (menzionato nell'879)

### Vescovi titolari
- John Aloysius Maguire † (6 aprile 1894 - 4 agosto 1902 nominato arcivescovo di Glasgow)
- Franz Xavier Geyer, M.C.C.I. † (6 agosto 1903 - 2 aprile 1943 deceduto)
- Raimundo María Julián Manguán-Martín y Delgado, O.P. † (16 maggio 1944 - 14 novembre 1945 nominato vescovo di Verapaz)
- Karol Pekala † (14 dicembre 1946 - 14 agosto 1968 deceduto)